# The Irish News
The Irish News est un quotidien édité à Belfast, en Irlande du Nord. Il représente généralement le point de vue nationaliste irlandais mais emploie également des chroniqueurs unionistes.

## Histoire
The Irish News est créé le 15 août 1891 par Patrick MacAlister. Il fusionne avec le Belfast Morning News en août 1892, et le titre complet du journal est depuis The Irish News and Belfast Morning News,. T.P. Campbell est rédacteur en chef de 1895 à 1906, puis lui succède Tim McCarthy jusqu'en 1928. Nommé en 1999, Noel Doran est l'éditeur actuel.
En juin 1982, le journal passa sous le contrôle des propriétaires actuels de l'entreprise,.